# 65213 Peterhobbs
65213 Peterhobbs è un asteroide della fascia principale. Scoperto nel 2002, presenta un'orbita caratterizzata da un semiasse maggiore pari a 3,0641448 UA e da un'eccentricità di 0,0633450, inclinata di 12,76941° rispetto all'eclittica.